# Tralalero Tralala

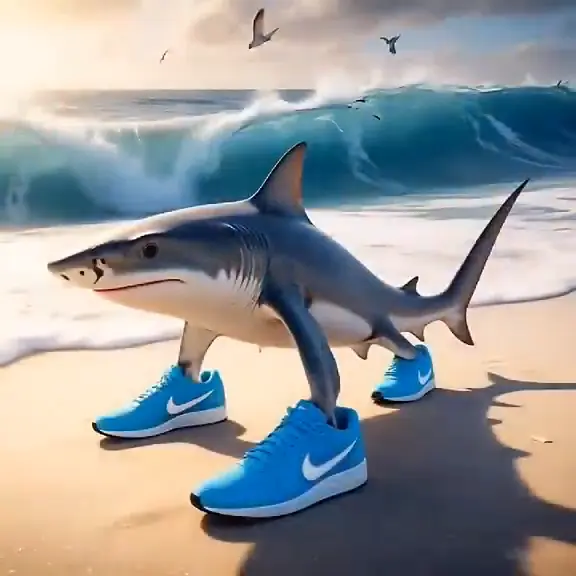
Tralalero Tralalá

Tralalero Tralala es uno de los personajes principales del brainrot italiano, y fue el primer personaje del fenómeno. Se creó en enero de 2025 en TikTok. Es la imagen generada por inteligencia artificial de un tiburón de 3 patas llevando zapatillas de marca Nike en la playa. Fue el icono que viralizó el fenómeno que mezcla IA, absurdismo y estética kitsch.

## Controversia
Este personaje fue acusado de antireligioso, principalmente porque el video de Tralalero Tralala condena a Alá y a Dios en italiano (aunque "Tralalero Tralala" no significa nada en italiano, la frase que le sigue "Porco Dio, Porco Ala", es una forma de maldecir).  Algo similar pasó con Bombardiro Crocodilo.